# Dreihufeisenberg
Dreihufeisenberg är en kulle i Österrike.   Den ligger i distriktet Mödling och förbundslandet Niederösterreich, i den östra delen av landet, 15 km väster om huvudstaden Wien. Toppen på Dreihufeisenberg är 512 meter över havet, eller 10 meter över den omgivande terrängen. Bredden vid basen är 0,22 km.
Terrängen runt Dreihufeisenberg är huvudsakligen kuperad, men åt sydväst är den platt. Runt Dreihufeisenberg är det mycket tätbefolkat, med 3 134 invånare per kvadratkilometer.. Närmaste större samhälle är Wien, 14,8 km öster om Dreihufeisenberg. 
I omgivningarna runt Dreihufeisenberg växer i huvudsak blandskog.